# БАН IV километър
„БАН IV километър“ е квартал на град София, България, разположен в район „Слатина“, на 4,5 километра югоизточно от центъра на града.
Той е ограден от булевардите „Цариградско шосе“ и „Шипченски проход“ и улиците „Георги Бончев“ и „Христо Чернопеев“ и застроен главно със сгради и съоръжения на Българската академия на науките. Граничи с квартал „Гео Милев“ от три страни и с квартал „Изток“ на югозапад.

## Улици и произход на имената им
| Път                      | Наречен на                                   | Местоположение |
| ------------------------ | -------------------------------------------- | -------------- |
| „Акад. Георги Бончев“    | Георги Бончев (1866 – 1955), геолог          | Карта          |
| „Акад. Ростислав Каишев“ | Ростислав Каишев (1908 – 2002), физикохимик  | Карта          |
| „Акад. Стефан Ангелов“   | Стефан Ангелов (1876 – 1964), биолог         | Карта          |
| „Христо Чернопеев“       | Христо Чернопеев (1868 – 1915), революционер | Карта          |
| „Цариградско шосе“       | Истанбул, град в Турция                      | Карта          |